# Миттельхольцер, Эдгар
Эдгар Остин Миттельхольцер (англ. Edgar Mittelholzer; 16 декабря 1909, Нью-Амстердам, Британская Гвиана — 5 мая 1965, Суррей, Англия) — гайанский писатель, один из основоположников вест-индской литературы.

## Биография
Родился в семье смешанного происхождения, его предками были выходцы из Швейцарии, Франции, Великобритании и Африки. После окончания школы, трудился на различных работах, начал писать и публиковать свои работы, его первой публикацией была книга «Creole Chips» (1937).
В декабре 1941 года Миттельхольцер отправился на о.Тринидад. Во время Второй мировой войны в качестве новобранца до августа 1942 года служил в Тринидадском королевском добровольческом военно-морском подразделении.
В 1947 году переехал в Британию. Занялся литературным творчеством. В мае 1952 года получил стипендию Гуггенхайма. Многие годы жил в Англии.
Покончил жизнь самоубийством.

## Творчество
Видный представитель гайанской литературы. Один из самых ранних и наиболее заметных гайанских писателей.
Автор многих романов из жизни средних слоев — чиновников, конторских служащих и торговцев: «Утро в конторе» (1950), «Кровь Кайваны» (1958), «Эхо за решеткой» (1960), «И снова гром» (1961), «Одиночество миссис Чэтем» (1965).
Значительное место в произведениях занимают местная тематика, проблемы расовых взаимоотношений (роман «Сильвия», 1953), процесс формирования психологии и культуры вест-индцев. Автор книги «Громина Корентена» (1941), которая ознаменовала рождение романа в Гайане.
В его работах рассматриваются вопросы межрасовых отношений, в частности, напряжение между европейскими и неевропейскими жителями Гайаны; представлена сатирическая картина народов колониального общества.

## Избранные произведения
- Creole Chips (1937, self-published)
- Corentyne Thunder (1941; London: Secker & Warburg) Peepal Tree Press, 2009, ISBN 978-1-84523-111-8
- A Morning at the Office (1950; London: Hogarth Press) Peepal Tree Press, 2010, ISBN 978-1-84523-066-1
- Shadows Move Among Them (1951; Philadelphia: Lippincott) Peepal Tree Press, 2010, ISBN 978-1-84523-091-3
- Children of Kaywana (1952; London: Secker & Warburg) ISBN 978-0-586-06491-7
- The Weather in Middenshot (1952; London: Secker & Warburg)
- The Life and Death of Sylvia (1953) Peepal Tree Press, 2010, ISBN 978-1-84523-120-0
- Kaywana Stock: The Harrowing of Hubertus (1954; London: Secker & Warburg) ISBN 978-0-450-00079-9
- The Adding Machine: A Fable for Capitalists and Commercialists (1954; Kingston: Pioneer Press)
- My Bones and My Flute (1955; London: Secker & Warburg) ISBN 978-0-582-78552-6
- Of Trees and the Sea (1956; London: Secker & Warburg)
- A Tale of Three Places (1957; London: Secker & Warburg)
- Kaywana Blood (1958; London: Secker & Warburg) ISBN 978-0-553-12376-0
- The Weather Family (1958; London: Secker & Warburg)
- With a Carib Eye (travel) (1958; London: Secker & Warburg1965)
- A Tinkling in the Twilight (1959; London: Secker & Warburg)
- Latticed Echoes (1960; London: Secker & Warburg)
- Eltonsbrody (1960; London: Secker & Warburg)
- The Mad MacMullochs (1961; London: Peter Owen)
- Thunder Returning (1961; London: Secker & Warburg)
- The Piling of Clouds (1961; London: Secker & Warburg)
- The Wounded and the Worried (1962; London: Putnam)
- Uncle Paul (1963; London: McDonald)
- A Swarthy Boy: A Childhood in British Guiana — autobiography (1963; London: Putnam)
- The Aloneness of Mrs Chatham (1965; London: Library 33)
- The Jilkington Drama (1965; New York: Abelard-Schuman)